# Madison County, Kentucky
Madison County är ett administrativt område i delstaten Kentucky, USA, med 82 916 invånare. Den administrativa huvudorten (county seat) är Richmond.

## Geografi
Enligt United States Census Bureau har countyt en total area på 1 148 km². 1 142 km² av den arean är land och 6 km² är vatten.

### Angränsande countyn
- Fayette County - norr
- Clark County - nordost
- Estill County - öst
- Jackson County - sydost
- Rockcastle County - söder
- Garrard County - sydväst
- Jessamine County - nordväst